# Aneza Papadopoulou
Aneza Papadopoulou (griechisch Ανέζα Παπαδοπούλου, *  30. März 1955 in Kifisia; † 8. Juli 2022) war eine griechische Schauspielerin mit einer Theater- und Filmkarriere.

## Lebenslauf
Aneza Papadopoulou wurde 1955 in Kifisia geboren. Sie studierte an der Schauspielschule des Nationaltheaters Nordgriechenlands (griechisch Κρατικό Θέατρο Βορείου Ελλάδος, ΚΘΒΕ) und stand 1974 zum ersten Mal auf der Bühne. Sie war rund 20 Jahre lang Mitglied des KTHBE und wirkte in 19 Produktionen mit, darunter Yerma von Federico García Lorca und Mutter Courage von Bertolt Brecht.
Parallel dazu arbeitete sie mit anderen Theaterinstitutionen wie dem Nationaltheater und dem Attis-Theater von Theodoros Terzopoulos zusammen. Sie interpretierte Rollen in Ion und Bacchae von Euripides, Antigone von Sophokles (2016) und Happy Days von Samuel Beckett. Zuletzt stand sie 2020 auf der Theaterbühne.
Papadopoulou wirkte in mehreren Filmen wie Real Life (2004) und , „Klein England“ (2013) sowie in Fernsehserien mit.
Sie starb am 8. Juli 2022.